# الامتيازات الأجنبية في الدولة العثمانية

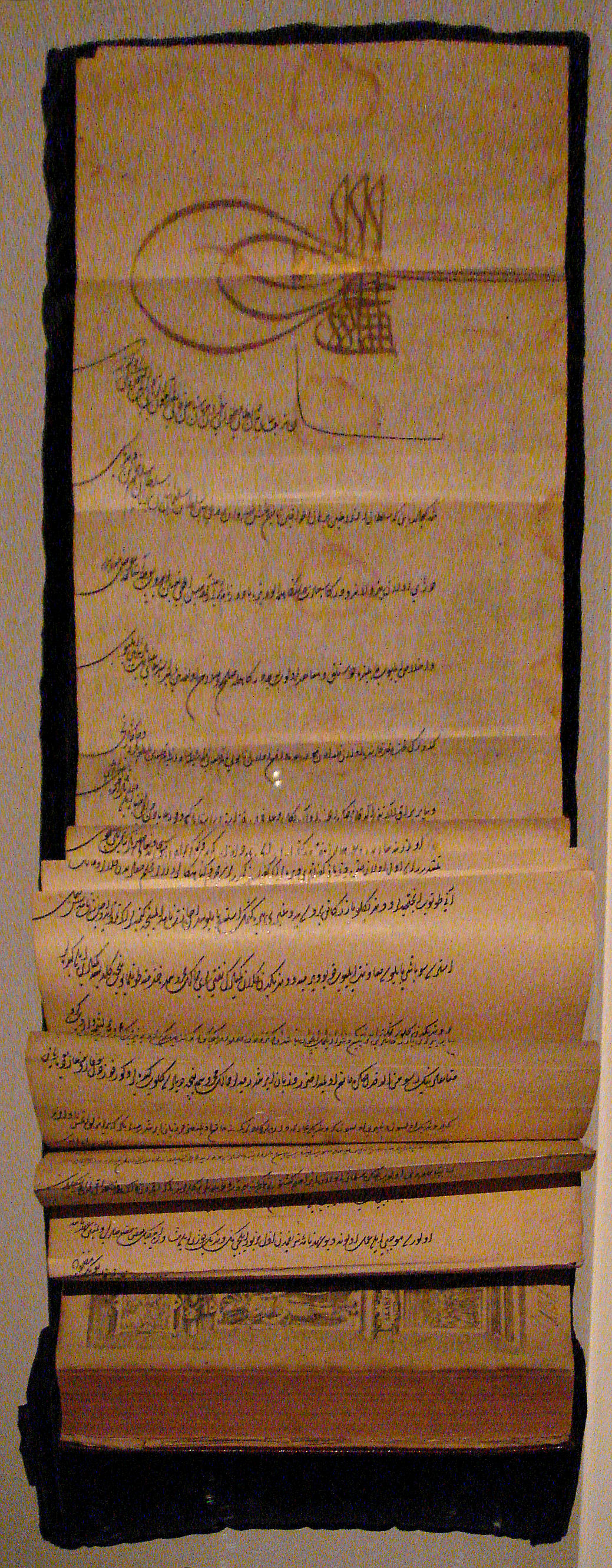
نسخة الإمتياز بين الدولة العثمانيّة والبندقية والموقع بتاريخ 2 تشرين أول 1540 بعهد معركة بروزة

الأمتيازات الاجنبية هي تسهيلات تقدمها الدول للدول الاجنبية بهدف تشجيعهم على الإقامة فيها واستثمار اموالهم وخبراتهم. ومثال عليها: الامتيازات الفرنسية في الدولة العثمانية في الجزائر بالضبط وفي السياق العثماني، يُشار إليها أحياناً في المصادر العربيّة والتركيّة العثمانيّة بلفظ العهود العتيقة أو عهدنامه.
نتيجة غياب المساواة بين المواطنين، أبرمت تفاهمات بين الدول الأوروبية والدولة العثمانية، منذ القرن السابع عشر، تقوم من خلاله الدول الأوروبية برعاية مصالح وحماية مسيحيي الدولة العثمانية، وقد باتت أوروبا تعتبر هذه الامتيازات "حقوقًا لها"، فحمت فرنسا والنمسا الكاثوليك والإمبراطورية الروسية الأرثوذكس، وبريطانيا الجماعات البروتستانتية الصغيرة؛ وكانت الامتيازات تشمل تسهيلات في السفر، والتقاضي أمام محاكم خاصة، والتعليم، والإعفاء من الضرائب في قطاعات بعينها، وتعيين قناصل أو تراجم أو موظفين قنصليين في البلاد.
من أشهرها الامتيازات الأجنبية في عهد الدولة العثمانية حيث أنشأت فرنسا قناصلها داخل الدولة العثمانية وكان لهذه القنصليات قانونها الخاص الذي كان ينفصل عن قانون الدولة العثمانية وطالبت من الباب العالي ان يساعد القناصل الفرنسية داخل الدولة العثمانية وقد وقعها السلطان سليمان القانوني مع ملك فرنسا فرانسوا الأول.
وبعد مرور الوقت انتشرت تلك القنصليات داخل الدولة العثمانية وانتشر اختصاصاتها وتفرعت حتى أصبحت دولا داخل الدولة العثمانية.
وكان يبرر الاجانب امتيازاتهم في البلاد العثمانية بأن الدولة العثمانية كانت بأمس الحاجة للعلاقات التجارية الاوربية والتجار الاوربين لتنشيط حركة التجارة داخل الدولة العثمانية وقد تمتع الاجانب بأعفاءات كبيرة من الضرائب. مما دفع لتغلغل سلطات الامتيازات داخل الدولة العثمانية الامتيازات الدينية.

## مساوئ الامتيازات الاجنبية
- أصبحت الدول الأوروبية تعد هذه الامتيازات حقوقا مكتسبة لها ولرعاياها.
- بدأت الدول الأوروبية تتدخل في الشؤون الداخلية للدولة العثمانية.
- كانت هذه الامتيازات أحد أسباب فشل الكثير من جهود الإصلاح والتنظيم في الدولة العثمانية.
- كانت الامتيازات الاجنبية من مظاهر الضعف والتي ادت إلى سقوطها.